# Alcazar (banda)
Alcazar es un grupo de pop y eurodance sueco. Creado en 1998, actualmente está integrado por Andreas Lundstedt, Tess Merkel y Lina Hedlund.
Su primer álbum, Casino, tuvo gran éxito en Europa, destacando el sencillo Crying at the discoteque. El trío compuesto por Lundstedt, Merkel y Annika Kjærgaard (Annikafiore) recibió la incorporación del vocalista del grupo Barbados, Magnus Carlsson. Convertido en cuarteto, Alcazar lanzó Alcazarized, su segundo álbum. Con Not a sinner, nor a saint, Alcazar participó en el Melodifestivalen 2003 alcanzando el tercer lugar. Alcastar fue su segundo tema candidato para representar a Suecia en el Festival de la Canción de Eurovisión, pero nuevamente quedaron terceros en el Melodifestivalen 2005.
En agosto de 2005 el grupo se separó tras lanzar el disco recopilatorio Dancefloor Deluxe. Sin embargo, en 2007 el grupo se reunió nuevamente con su formación actual. En marzo de 2009 lanzaron el álbum Disco Defenders, destacando los temas We keep on rockin y Stay the night, que obtuvo el quinto puesto en el Melodifestivalen 2009.

## Biografía

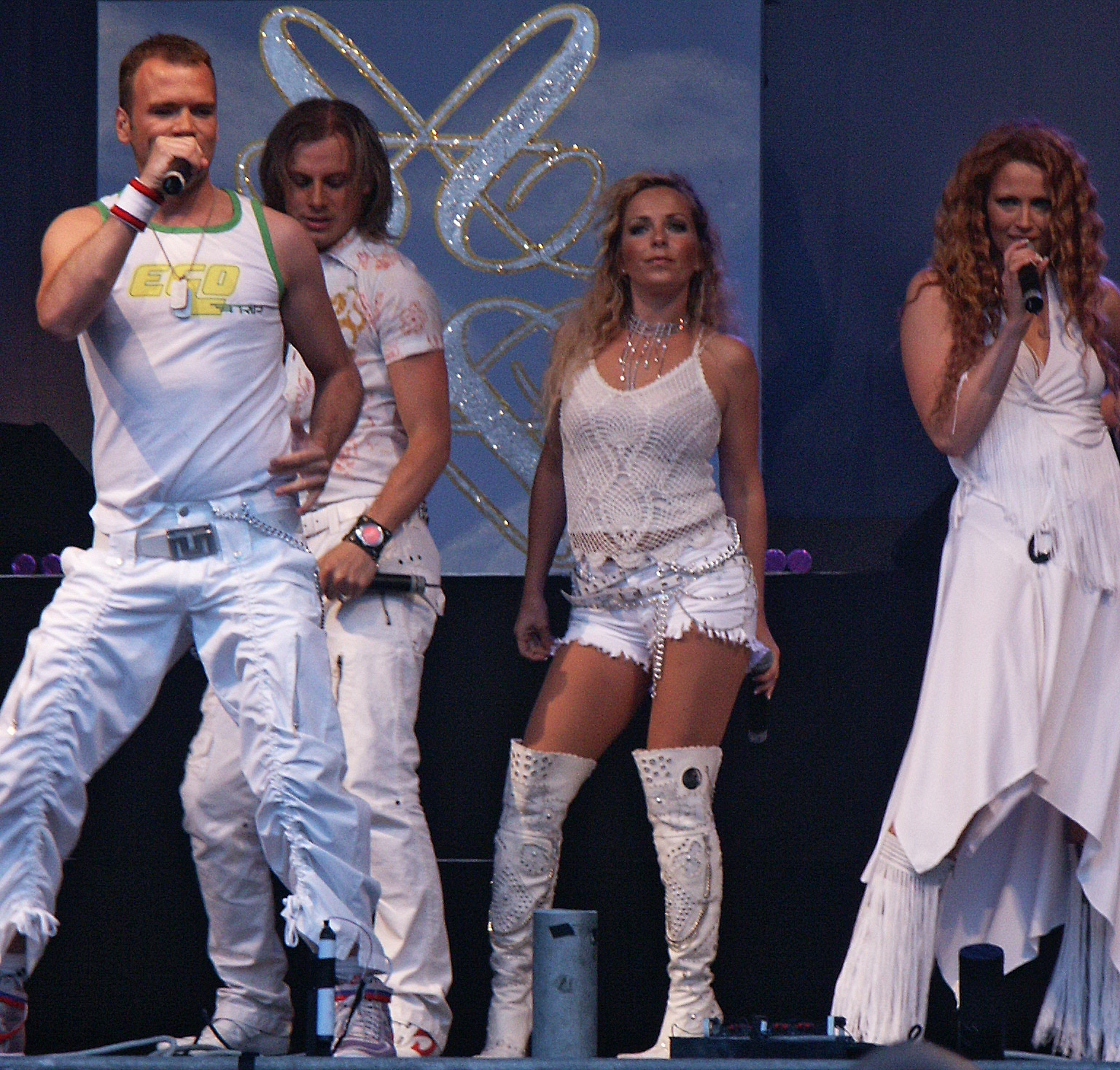
Alcazar en 2004. De izquierda a derecha, Lundstedt, Carlsson, Merkel y Kjærgaard.

Alcazar fue formado inicialmente en 1998 por Andreas Lundstedt, Annika Kjærgaard (Annikafiore) y Tess Merkel. Su primer sencillo, titulado Shine on, tuvo un gran éxito en Suecia, pero no fue hasta su segundo sencillo, Crying at the discoteque, cuando obtuvieron éxito en toda Europa. Estas dos canciones se incluían en su primer álbum, Casino, del que se publicó una nueva versión con el tercer sencillo Don't you want me.
En diciembre de 2002, Magnus Carlsson pasó a formar parte del grupo, y se editó el álbum Alcazarized consiguiendo en 2003 un gran éxito en su país, y editándose internacionalmente en 2004. 
En agosto de 2004 se lanzó en Suecia el disco recopilatorio Dancefloor Deluxe, con gran éxito en su país.
En otoño de 2005, los miembros de la banda decidieron tomarse un descanso. El líder del grupo, Andreas Lundstedt, volvió para una actuación junto a Tess y la sustituta Lina en el G-A-Y club de Londres en julio de 2007, sin Magnus Carlsson, ya que en el verano de 2007 acababa de lanzar un nuevo álbum y tenía programada una gira estival en solitario y sin Annikafiore.
A comienzos de 2008, la formación con Andreas, Tess y Lina, lanzó el sencillo We keep on rockin.
En 2009 publicaron el que es, hasta la fecha, su último álbum, Disco Defenders.
Su último sencillo fue publicado en 2014, Blame It On the Disco.

## Melodifestivalen

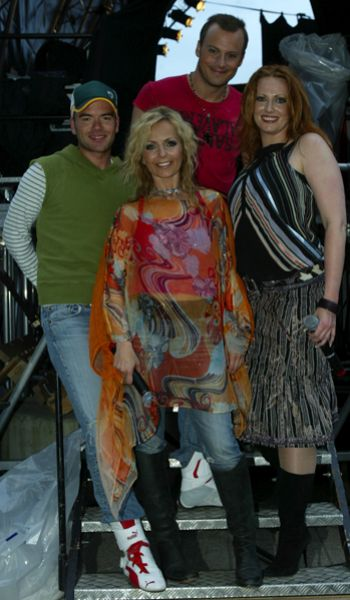
Alcazar en el Rix FM festival 2005.

Alcazar ha participado cinco veces en el Melodifestivalen.
En 2003, con Not a sinner, not a saint, obtuvieron el tercer puesto, aunque consiguieron el mayor éxito de las canciones participantes, obteniendo el primer número 1 del grupo en Suecia.
En 2005, la canción Alcastar falló en el paso directo a la final, aunque llegó a ella por la repesca, obteniendo de nuevo el tercer puesto en la final. Se convirtió en el segundo número 1 de la banda en su país.
En 2009 participó con su nueva formación de 3 integrantes, con el tema Stay the Night, pasando directamente a la final en el primer puesto de la primera semifinal compartido con la cantante sueca Emilia Rydberg. En la final obtuvieron el tercer lugar en el jurado y el cuarto en votación del público, finalizando en quinto lugar. Stay the Night saltó al segundo lugar de las listas suecas, dando paso al lanzamiento del tercer álbum de estudio, Disco Defenders.
En 2010 participó con la canción Headlines, consiguió pasar a la repesca pero falló en el pase a la final.
En 2014 volvieron a participar con Blame It on the Disco, esta vez sí pasando a la final. Una vez allí, volvieron a quedar en la tercera posición. A pesar de no llegar al Festival de Eurovisión 2014, Alcazar fueron elegidos como los portavoces de los votos del jurado y público de Suecia.

## Discografía

### Álbumes
| Año  | Álbum                                                                     | Info                                                         | Posicionamientos  | Posicionamientos   | Posicionamientos            | Posicionamientos    | Posicionamientos | Posicionamientos   |
| Año  | Álbum                                                                     | Info                                                         | Bandera de Suecia | Bandera de Francia | Bandera de los Países Bajos | Bandera de Alemania | Bandera de Suiza | Bandera de Bélgica |
| ---- | ------------------------------------------------------------------------- | ------------------------------------------------------------ | ----------------- | ------------------ | --------------------------- | ------------------- | ---------------- | ------------------ |
| 2000 | Casino Lanzamiento: 18 de octubre de 2000 RCA Records, BMG                |                                                              | 40                | —                  | 28                          | 34                  | —                | —                  |
| 2003 | Alcazarized Lanzamiento: 6 de mayo de 2003 RCA Records, BMG               |                                                              | 2                 | —                  | —                           | 46                  | 43               | 95                 |
| 2004 | Dancefloor Deluxe Lanzamiento: 25 de agosto de 2004 RCA Records, BMG      | - Disco doble: recopilatorio y remezclas.                    | 3                 | 19                 | —                           | —                   | —                | —                  |
| 2005 | A tribute to ABBA Lanzamiento: 2005 BMG                                   | - Disco tributo a ABBA. - Disco en vivo.                     | —                 | —                  | —                           | —                   | —                | —                  |
| 2009 | Disco Defenders Lanzamiento: 11 de marzo de 2009 Love No Limit, Universal | - Disco doble: Now (recopilatorio) y Then (temas originales) | 4                 | —                  | —                           | —                   | —                | —                  |

### Sencillos
| Año  | Título                       | Álbum                 | Posicionamientos  | Posicionamientos   | Posicionamientos    | Posicionamientos     | Posicionamientos  | Posicionamientos   | Posicionamientos        | Posicionamientos   | Posicionamientos     | Posicionamientos            | Posicionamientos     | Posicionamientos   | Posicionamientos  | Posicionamientos | Posicionamientos |
| Año  | Título                       | Álbum                 | Bandera de Suecia | Bandera de Bélgica | Bandera de Alemania | Bandera de Finlandia | Bandera de Italia | Bandera de Irlanda | Bandera del Reino Unido | Bandera de Austria | Bandera de Australia | Bandera de los Países Bajos | Bandera de Dinamarca | Bandera de Noruega | Bandera de España | Bandera de Suiza |                  |
| ---- | ---------------------------- | --------------------- | ----------------- | ------------------ | ------------------- | -------------------- | ----------------- | ------------------ | ----------------------- | ------------------ | -------------------- | --------------------------- | -------------------- | ------------------ | ----------------- | ---------------- | ---------------- |
| 1999 | Shine On                     | Casino                | —                 | —                  | —                   | —                    | —                 | —                  | —                       | —                  | —                    | —                           | —                    | —                  | —                 | —                | —                |
| 2000 | Ritmo del Amor               | Casino                | —                 | —                  | —                   | —                    | —                 | —                  | —                       | —                  | —                    | —                           | —                    | —                  | —                 | —                | —                |
| 2001 | Crying at the Discoteque     | Casino                | 29                | 2                  | 3                   | 8                    | 4                 | 6                  | 13                      | 14                 | 14                   | 14                          | —                    | —                  | 16                | —                | —                |
| 2001 | Sexual Guarantee             | Casino                | 28                | 16                 | 72                  | —                    | 9                 | —                  | 30                      | —                  | —                    | 30                          | —                    | —                  | —                 | —                | —                |
| 2002 | Don't You Want Me            | Casino                | 30                | —                  | 74                  | 18                   | —                 | —                  | —                       | 37                 | —                    | 83                          | —                    | —                  | —                 | —                | —                |
| 2003 | Not a Sinner nor a Saint     | Alcazarized           | 1                 | —                  | —                   | —                    | —                 | —                  | —                       | —                  | —                    | —                           | —                    | —                  | —                 | —                | 67               |
| 2003 | Ménage à trois               | Alcazarized           | 19                | —                  | —                   | —                    | 24                | —                  | —                       | —                  | —                    | —                           | —                    | —                  | —                 | —                | —                |
| 2003 | Someday                      | Alcazarized           | 31                | —                  | —                   | —                    | —                 | —                  | —                       | —                  | —                    | —                           | —                    | —                  | —                 | —                | —                |
| 2003 | Love Life                    | Alcazarized           | 10                | —                  | —                   | —                    | —                 | —                  | —                       | —                  | —                    | —                           | —                    | —                  | —                 | —                | —                |
| 2004 | This Is the World We Live In | Alcazarized           | 3                 | 31                 | 30                  | —                    | 11                | —                  | 15                      | 31                 | 37                   | 14                          | 14                   | 16                 | —                 | 30               | 23               |
| 2004 | Physical                     | Alcazarized           | —                 | —                  | 59                  | 3                    | —                 | —                  | —                       | —                  | —                    | —                           | —                    | —                  | —                 | —                | 30               |
| 2004 | Here I Am                    | Alcazarized           | 41                | —                  | —                   | 6                    | —                 | —                  | —                       | —                  | —                    | —                           | —                    | —                  | —                 | —                | —                |
| 2005 | Alcastar                     | Melodifestivalen 2005 | 1                 | —                  | —                   | —                    | —                 | —                  | —                       | —                  | —                    | —                           | —                    | —                  | —                 | —                | 62               |
| 2005 | Start the Fire               | Dancefloor Deluxe     | 10                | —                  | 62                  | 3                    | —                 | —                  | —                       | —                  | —                    | —                           | —                    | —                  | —                 | —                | —                |
| 2008 | We Keep on Rockin'           | Disco Defenders       | 4                 | —                  | —                   | —                    | —                 | —                  | —                       | —                  | —                    | —                           | —                    | —                  | —                 | —                | —                |
| 2008 | Inhibitions                  | Disco Defenders       | 10                | —                  | —                   | —                    | —                 | —                  | —                       | —                  | —                    | —                           | —                    | —                  | —                 | —                | —                |
| 2009 | Stay the Night               | Disco Defenders       | 2                 | —                  | —                   | —                    | —                 | —                  | —                       | —                  | —                    | —                           | —                    | —                  | —                 | —                | 54               |
| 2009 | Burning                      | Disco Defenders       | —                 | —                  | —                   | —                    | —                 | —                  | —                       | —                  | —                    | —                           | —                    | —                  | —                 | —                | —                |
| 2009 | From Brazil with Love        | Disco Defenders       | —                 | —                  | —                   | —                    | —                 | —                  | —                       | —                  | —                    | —                           | —                    | —                  | —                 | —                | —                |
| 2009 | Last Christmas               | Disco Defenders       | —                 | —                  | —                   | —                    | —                 | —                  | —                       | —                  | —                    | —                           | —                    | —                  | —                 | —                | —                |
| 2010 | Headlines                    | Headlines             | 10                | —                  | —                   | —                    | —                 | —                  | —                       | —                  | —                    | —                           | —                    | —                  | —                 | —                | —                |
| 2014 | Blame It On the Disco        | Blame It On the Disco | —                 | —                  | —                   | —                    | —                 | —                  | —                       | —                  | —                    | —                           | —                    | —                  | —                 | —                | —                |

## Enlaces
- Sitio oficial de Alcazar Archivado el 27 de febrero de 2014 en Wayback Machine.

- Datos: Q1364244
- Multimedia: Alcazar (musical group) / Q1364244